# 로르샤흐 하펜역
로르샤흐 하펜역(독일어: Bahnhof Rorschach Hafen)은 스위스 장크트갈렌주 로르샤흐에 있는 기차역이다. 호텔은 스위스 연방 철도의 호수선에 위치해 있다. 그것은 콘스탄스 호수를 가로 질러 린다우와 바서스부르크 암 보덴제에 서비스를 페리 터미널에 인접한다.
로르샤흐 하펜은 로르샤흐 내 3개 역 중 하나이며, 로르샤흐(호수선 동쪽의 다음 역)와 로르샤흐 슈타트와 함께 로르샤흐-장크트갈렌 노선의 남쪽으로 약 400m 떨어진 곳에 있다.

## 운행편
2021년 12월 시간표 변경 시, 다음 서비스는 로르샤흐 하펜에서 정차한다:
- 장크트갈렌 S-반:
  - S7: 로르샤흐와 로만스호른 간 반시간 서비스, 그리고 바인펠덴까지 시간당 서비스; 토요일과 일요일에는 로르샤흐에서 브레겐츠를 경유하는 린다우-로이틴까지 2시간마다 운행된다.
  - S25: 하이덴까지 시간당 서비스.